# Gran Premio motociclistico del Brasile 2004
Il Gran Premio motociclistico di Rio 2004 corso il 4 luglio, è stato il settimo Gran Premio della stagione 2004 e ha visto vincere: la Honda di Makoto Tamada in MotoGP, Manuel Poggiali nella classe 250 e Héctor Barberá nella classe 125.
Dopo questa edizione il GP del Brasile è uscito dal calendario delle gare del motomondiale.
Per la Bridgestone si tratta della prima vittoria nella classe MotoGP, mentre per Makoto Tamada, il pilota che ha condotto la motocicletta equipaggiata da tali pneumatici, è la prima vittoria nel motomondiale.

## MotoGP

### Arrivati al traguardo
| Pos. | Nº | Pilota            | Squadra                   | Motocicletta       | Giri | Tempo     | Griglia | Punti |
| ---- | -- | ----------------- | ------------------------- | ------------------ | ---- | --------- | ------- | ----- |
| 1º   | 6  | Makoto Tamada     | Camel Honda               | Honda RC211V       | 24   | 44:21.976 | 7       | 25    |
| 2º   | 3  | Max Biaggi        | Camel Honda               | Honda RC211V       | 24   | +2.019    | 2       | 20    |
| 3º   | 69 | Nicky Hayden      | Repsol Honda              | Honda RC211V       | 24   | +5.764    | 3       | 16    |
| 4º   | 65 | Loris Capirossi   | Ducati Marlboro           | Ducati Desmosedici | 24   | +11.145   | 6       | 13    |
| 5º   | 4  | Alex Barros       | Repsol Honda              | Honda RC211V       | 24   | +12.951   | 5       | 11    |
| 6º   | 45 | Colin Edwards     | Telefonica Movistar Honda | Honda RC211V       | 24   | +13.904   | 11      | 10    |
| 7º   | 10 | Kenny Roberts Jr  | Suzuki MotoGP             | Suzuki GSV-R       | 24   | +23.493   | 1       | 9     |
| 8º   | 17 | Norick Abe        | Fortuna Gauloises Tech 3  | Yamaha YZR-M1      | 24   | +27.498   | 15      | 8     |
| 9º   | 56 | Shin'ya Nakano    | Kawasaki Racing           | Kawasaki ZX-RR     | 24   | +27.802   | 9       | 7     |
| 10º  | 7  | Carlos Checa      | Gauloises Fortuna Yamaha  | Yamaha YZR-M1      | 24   | +36.808   | 12      | 6     |
| 11º  | 66 | Alex Hofmann      | Kawasaki Racing           | Kawasaki ZX-RR     | 24   | +37.713   | 14      | 5     |
| 12º  | 11 | Rubén Xaus        | D’Antin MotoGP            | Ducati Desmosedici | 24   | +48.924   | 16      | 4     |
| 13º  | 33 | Marco Melandri    | Fortuna Gauloises Tech 3  | Yamaha YZR-M1      | 24   | +57.102   | 13      | 3     |
| 14º  | 99 | Jeremy McWilliams | MS Aprilia Racing         | Aprilia RS Cube    | 24   | +1:03.046 | 18      | 2     |
| 15º  | 21 | John Hopkins      | Suzuki MotoGP             | Suzuki GSV-R       | 24   | +1:10.296 | 17      | 1     |
| 16º  | 50 | Neil Hodgson      | D’Antin MotoGP            | Ducati Desmosedici | 24   | +1:12.548 | 19      |       |
| 17º  | 67 | Shane Byrne       | MS Aprilia Racing         | Aprilia RS Cube    | 24   | +1:19.734 | 20      |       |
| 18º  | 9  | Nobuatsu Aoki     | Proton Team KR            | Proton KR5         | 24   | +1:31.512 | 21      |       |
| 19º  | 80 | Kurtis Roberts    | Proton Team KR            | Proton KR5         | 24   | +1:43.627 | 22      |       |
| 20º  | 35 | Chris Burns       | WCM                       | Harris WCM         | 23   | +1 giro   | 23      |       |

### Ritirati
| Nº | Pilota          | Squadra                   | Motocicletta       | Giri | Griglia |
| -- | --------------- | ------------------------- | ------------------ | ---- | ------- |
| 46 | Valentino Rossi | Gauloises Fortuna Yamaha  | Yamaha YZR-M1      | 12   | 8       |
| 52 | David de Gea    | WCM                       | Harris WCM         | 7    | 24      |
| 12 | Troy Bayliss    | Ducati Marlboro           | Ducati Desmosedici | 3    | 10      |
| 15 | Sete Gibernau   | Telefonica Movistar Honda | Honda RC211V       | 1    | 4       |

## Classe 250

### Arrivati al traguardo
| Pos. | Nº | Pilota           | Squadra                     | Motocicletta | Giri | Tempo     | Griglia | Punti |
| ---- | -- | ---------------- | --------------------------- | ------------ | ---- | --------- | ------- | ----- |
| 1º   | 54 | Manuel Poggiali  | MS Aprilia                  | Aprilia      | 22   | 41:56.561 | 4       | 25    |
| 2º   | 26 | Daniel Pedrosa   | Telefonica Movistar Honda   | Honda        | 22   | +0.076    | 6       | 20    |
| 3º   | 24 | Toni Elías       | Fortuna Honda               | Honda        | 22   | +3.792    | 2       | 16    |
| 4º   | 51 | Alex De Angelis  | Aprilia Racing              | Aprilia      | 22   | +4.678    | 5       | 13    |
| 5º   | 10 | Fonsi Nieto      | Repsol - Aspar              | Aprilia      | 22   | +20.393   | 10      | 11    |
| 6º   | 73 | Hiroshi Aoyama   | Telefonica Movistar Honda   | Honda        | 22   | +20.576   | 15      | 10    |
| 7º   | 2  | Roberto Rolfo    | Fortuna Honda               | Honda        | 22   | +30.399   | 9       | 9     |
| 8º   | 7  | Randy de Puniet  | Safilo Carrera - LCR        | Aprilia      | 22   | +34.742   | 3       | 8     |
| 9º   | 6  | Alex Debón       | Wurth Honda BQR             | Honda        | 22   | +36.021   | 12      | 7     |
| 10º  | 21 | Franco Battaini  | Campetella Racing           | Aprilia      | 22   | +36.476   | 8       | 6     |
| 11º  | 9  | Hugo Marchand    | Freesoul Abruzzo Racing     | Aprilia      | 22   | +50.991   | 23      | 5     |
| 12º  | 50 | Sylvain Guintoli | Campetella Racing           | Aprilia      | 22   | +52.196   | 7       | 4     |
| 13º  | 57 | Chaz Davies      | Aprilia Germany             | Aprilia      | 22   | +53.576   | 19      | 3     |
| 14º  | 8  | Naoki Matsudo    | UGT Kurz                    | Yamaha       | 22   | +1:01.641 | 14      | 2     |
| 15º  | 28 | Dirk Heidolf     | Grefusa - Aspar             | Aprilia      | 22   | +1:02.014 | 24      | 1     |
| 16º  | 17 | Klaus Nöhles     | Castrol-Honda Kiefer Racing | Honda        | 22   | +1:11.756 | 20      |       |
| 17º  | 36 | Erwan Nigon      | UGT Kurz                    | Yamaha       | 22   | +1:11.999 | 25      |       |
| 18º  | 77 | Grégory Lefort   | Equipe GP de France - Scrab | Aprilia      | 22   | +1:20.226 | 21      |       |
| 19º  | 12 | Arnaud Vincent   | Equipe GP de France - Scrab | Aprilia      | 22   | +1:22.037 | 18      |       |
| 20º  | 44 | Tarō Sekiguchi   | NC World Trade              | Yamaha       | 21   | +1 giro   | 27      |       |

### Ritirati
| Nº | Pilota          | Squadra                 | Motocicletta | Giri | Griglia |
| -- | --------------- | ----------------------- | ------------ | ---- | ------- |
| 96 | Jakub Smrž      | Molenaar Racing         | Honda        | 21   | 17      |
| 19 | Sebastián Porto | Repsol - Aspar          | Aprilia      | 20   | 1       |
| 11 | Joan Olivé      | Campetella Racing       | Aprilia      | 11   | 13      |
| 40 | Max Sabbatani   | NC World Trade          | Yamaha       | 6    | 28      |
| 14 | Anthony West    | Freesoul Abruzzo Racing | Aprilia      | 2    | 11      |
| 16 | Johan Stigefelt | Aprilia Germany         | Aprilia      | 1    | 26      |
| 25 | Alex Baldolini  | Matteoni Racing         | Aprilia      | 1    | 16      |
| 34 | Eric Bataille   | Wurth Honda BQR         | Honda        | 0    | 22      |

### Non partito
| Nº | Pilota        | Squadra         | Motocicletta |
| -- | ------------- | --------------- | ------------ |
| 33 | Héctor Faubel | Grefusa - Aspar | Aprilia      |

## Classe 125

### Arrivati al traguardo
| Pos. | Nº | Pilota            | Squadra              | Motocicletta | Giri | Tempo     | Griglia | Punti |
| ---- | -- | ----------------- | -------------------- | ------------ | ---- | --------- | ------- | ----- |
| 1º   | 3  | Héctor Barberá    | Seedorf Racing       | Aprilia      | 21   | 41:41.459 | 1       | 25    |
| 2º   | 27 | Casey Stoner      | Red Bull KTM         | KTM          | 21   | +0.096    | 5       | 20    |
| 3º   | 34 | Andrea Dovizioso  | Kopron Team Scot     | Honda        | 21   | +0.202    | 2       | 16    |
| 4º   | 15 | Roberto Locatelli | Safilo Carrera - LCR | Aprilia      | 21   | +0.359    | 6       | 13    |
| 5º   | 6  | Mirko Giansanti   | Matteoni Racing      | Aprilia      | 21   | +0.737    | 7       | 11    |
| 6º   | 58 | Marco Simoncelli  | Rauch Bravo          | Aprilia      | 21   | +7.614    | 20      | 10    |
| 7º   | 22 | Pablo Nieto       | Master - Repsol      | Aprilia      | 21   | +7.769    | 8       | 9     |
| 8º   | 36 | Mika Kallio       | Red Bull KTM         | KTM          | 21   | +12.725   | 18      | 8     |
| 9º   | 19 | Álvaro Bautista   | Seedorf Racing       | Aprilia      | 21   | +13.950   | 14      | 7     |
| 10º  | 54 | Mattia Pasini     | Safilo Carrera - LCR | Aprilia      | 21   | +19.938   | 4       | 6     |
| 11º  | 50 | Andrea Ballerini  | Sterilgarda Racing   | Aprilia      | 21   | +25.983   | 9       | 5     |
| 12º  | 63 | Mike Di Meglio    | Globet.com Racing    | Aprilia      | 21   | +26.633   | 16      | 4     |
| 13º  | 24 | Simone Corsi      | Kopron Team Scot     | Honda        | 21   | +26.996   | 15      | 3     |
| 14º  | 10 | Julián Simón      | Angaia Racing        | Honda        | 21   | +27.131   | 13      | 2     |
| 15º  | 52 | Lukáš Pešek       | Ajo Motorsport       | Honda        | 21   | +30.697   | 17      | 1     |
| 16º  | 42 | Gioele Pellino    | Abruzzo Racing       | Aprilia      | 21   | +30.806   | 22      |       |
| 17º  | 23 | Gino Borsoi       | Globet.com Racing    | Aprilia      | 21   | +38.591   | 12      |       |
| 18º  | 25 | Imre Tóth         | Team Hungary         | Aprilia      | 21   | +52.505   | 19      |       |
| 19º  | 14 | Gábor Talmácsi    | Semprucci Malaguti   | Malaguti     | 21   | +59.593   | 21      |       |
| 20º  | 21 | Steve Jenkner     | Rauch Bravo          | Aprilia      | 21   | +1:07.333 | 11      |       |
| 21º  | 66 | Vesa Kallio       | Team Hungary         | Aprilia      | 21   | +1:20.065 | 27      |       |
| 22º  | 7  | Stefano Perugini  | Metis Gilera Racing  | Gilera       | 21   | +1:48.237 | 24      |       |
| 23º  | 8  | Manuel Manna      | Semprucci Malaguti   | Malaguti     | 21   | +1:48.311 | 28      |       |
| 24º  | 16 | Raymond Schouten  | Molenaar Racing      | Honda        | 21   | +1:49.405 | 29      |       |

### Ritirati
| Nº | Pilota           | Squadra                  | Motocicletta | Giri | Griglia |
| -- | ---------------- | ------------------------ | ------------ | ---- | ------- |
| 28 | Jordi Carchano   | Matteoni Racing          | Aprilia      | 11   | 30      |
| 48 | Jorge Lorenzo    | Caja Madrid Derbi Racing | Derbi        | 10   | 3       |
| 41 | Yōichi Ui        | Abruzzo Racing           | Aprilia      | 7    | 10      |
| 38 | Mikko Kyyhkynen  | Ajo Motorsport           | Honda        | 6    | 32      |
| 9  | Markéta Janáková | Angaia Racing            | Honda        | 6    | 31      |
| 47 | Ángel Rodríguez  | Caja Madrid Derbi Racing | Derbi        | 1    | 25      |
| 32 | Fabrizio Lai     | Metis Gilera Racing      | Gilera       | 0    | 26      |
| 33 | Sergio Gadea     | Master - Repsol          | Aprilia      | 0    | 23      |